# Caudebec-en-Caux
Caudebec-en-Caux – miejscowość i dawna gmina we Francji, w regionie Normandia, w departamencie Sekwana Nadmorska. W 2013 roku jej populacja wynosiła 2270 mieszkańców. Miejscowość położona jest na prawym brzegu Sekwany, między Hawrem a Rouen. 
W dniu 1 stycznia 2016 roku z połączenia trzech ówczesnych gmin – Caudebec-en-Caux, Saint-Wandrille-Rançon oraz Villequier – utworzono nową gminę Rives-en-Seine. Siedzibą gminy została miejscowość Caudebec-en-Caux. 

## Zabytki i turystyka
- Kościół Notre-Dame z przełomu XV i XVI wieku (jeden z najpiękniejszych kościołów Francji, z cennymi witrażami i balustradą z gotyckich liter układających się w tekst Magnificat)
- średniowieczne fortyfikacje
- Dom Templariuszy z przełomu XII i XIII wieku
- Zabytkowa budowla więzienia z XIV wieku
- Most Brontonne
- Opactwo św. Wandrille’a z Fontenelle, położone 4 km od miejscowości

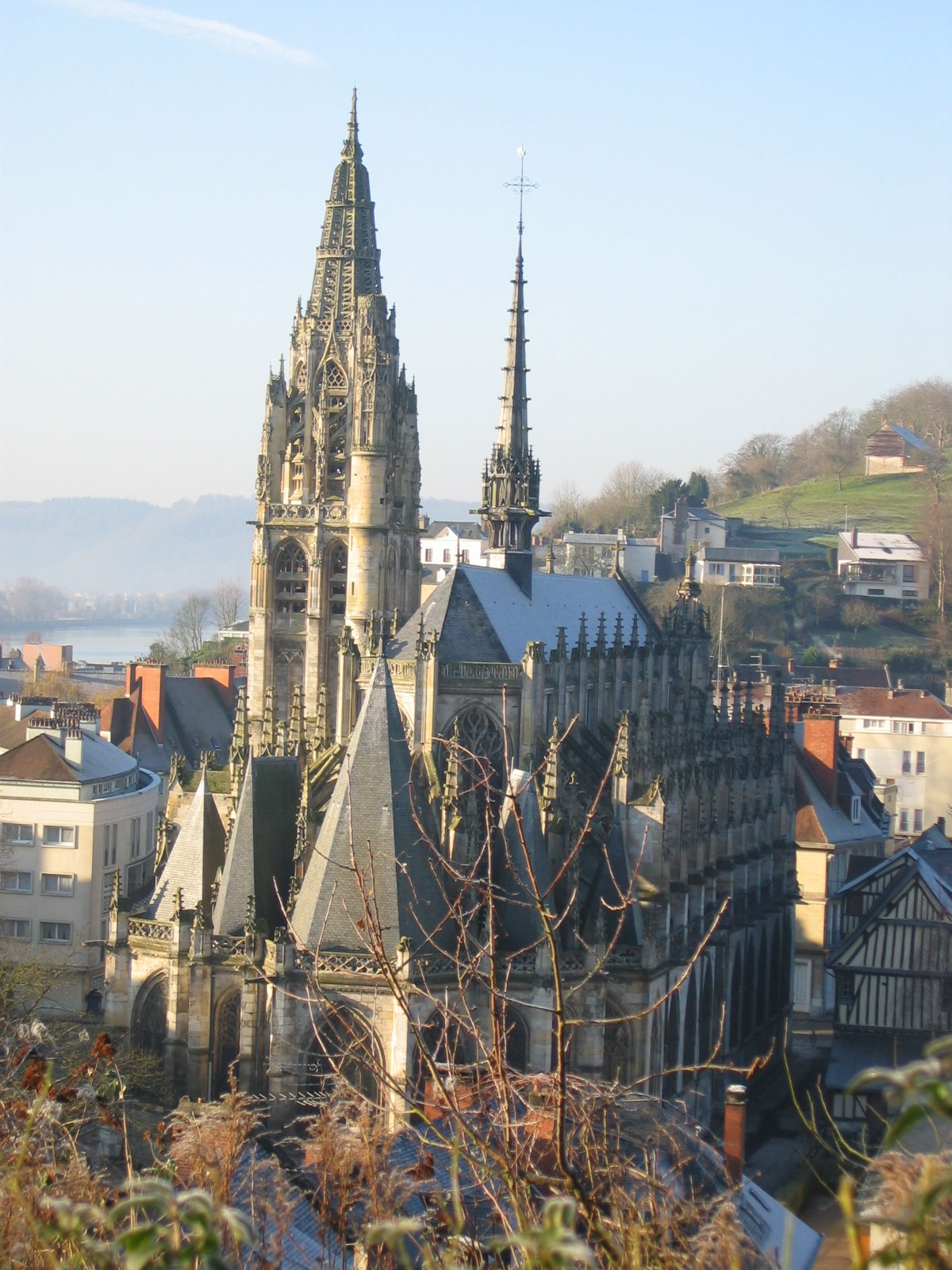
Kościół Notre-Dame w Caudebec-en-Caux
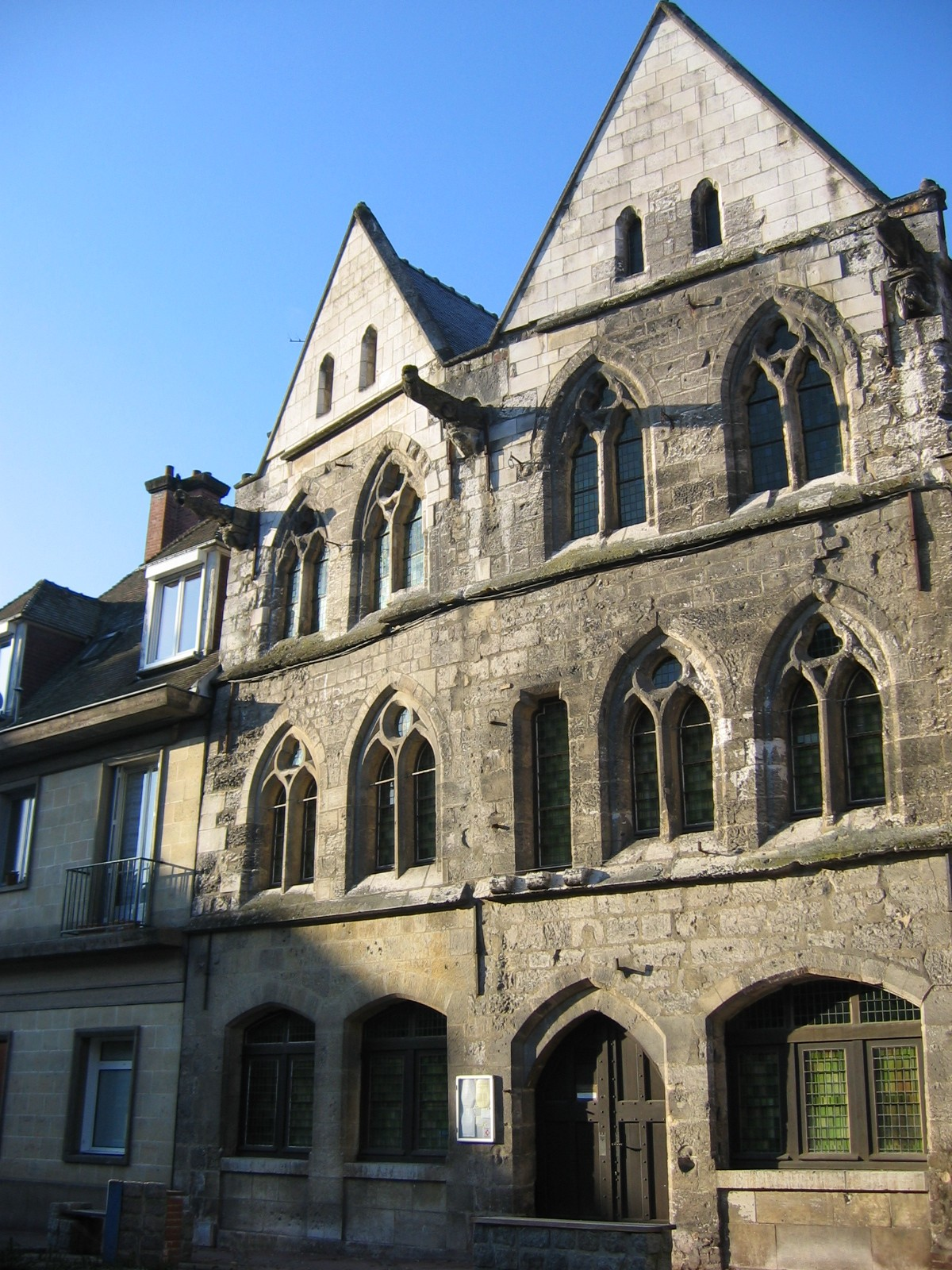
Dom Templariuszy